# اللواء 119 مشاة (اليمن)
اللواء 119 مشاة هو لواء مدرع يمني كان يتبع اليمن الجنوبي بأسم اللواء 14 مشاه وعند قيام حرب 1986 في جنوب اليمن أنضم اللواء إلى الشمال وأصبح سادس لواء عسكري تابع لسلاح الفرقة الأولى مدرع ، تم ضمه للمنطقة العسكرية الجنوبية (المنطقة الرابعة حالياً) في 6 أغسطس 2012 ، يتمركز اللواء حالياً في محافظة أبين.

## التسمية
| الاسم           | بداية | نهاية | ملاحظة |
| --------------- | ----- | ----- | ------ |
| اللواء 14 مشاة  |       | 1986  |        |
| اللواء السادس   | 1986  |       |        |
| اللواء 119 مشاة |       | حالياً |        |

## قادة اللواء
- العميد فيصل محمد رجب (2012).[2]